# 北美大平原
大平原（英語：Great Plains），多稱北美大平原、北美大草原，是北美洲中部一块廣袤的平原地区，大致位于密西西比河以西、洛基山脉以东、格兰德河以北。自然植被以草为主。
大平原东西长800公里，南北长3,200公里。另根据内布拉斯加-林肯大学大平原研究中心的定义，其总面积约130万平方公里。大平原主要包括了美国的科羅拉多州、堪薩斯州、蒙大拿州、内布拉斯加州、新墨西哥州 、北达科他州、奧克拉荷馬州、南达科他州、得克萨斯州和怀俄明州，以及加拿大的草原三省（亞伯達省、曼尼托巴省和薩克其萬省）还有墨西哥的一小部分。

## 地理
大平原与密西西比河以东至阿巴拉契亚高原、哈德孫灣以南到墨西哥灣的地区共同组成了北美内陆平原。美国地质调查局将大平原依照地形分为十个部分：
- 受冰川影响的密蘇里高地——南达科他州中东部、北达科他州东部及北部、蒙大拿州东北部
- 无冰川影响的密苏里高地——南达科他州西部、怀俄明州东北部、南达科他州的西南部和蒙大拿州东南部
- 布拉克山（Black Hills）——南达科他州西部
- 高地平原——新墨西哥州东部、得克萨斯州西北部、俄克拉何马州西部、科罗拉多州东部、堪萨斯州西部、内布拉斯加州的绝大部分（包括沙山）以及怀俄明州东南部
- 大平原边界部——堪萨斯中部和奥克拉荷马北部（包括燧石山（英语：Flint Hills）、烟山（英语：Smoky Hills）和红山（英语：Red Hills））
- 科罗拉多山麓——科罗拉多州东部
- 拉顿地区——新墨西哥州东北部
- 皮克斯河河谷（Pecos Valley）——新墨西哥东部
- 爱德华兹高原（Edwards Plateau）——德克萨斯中南部
- 德州中央区——德克萨斯中部

## 地形

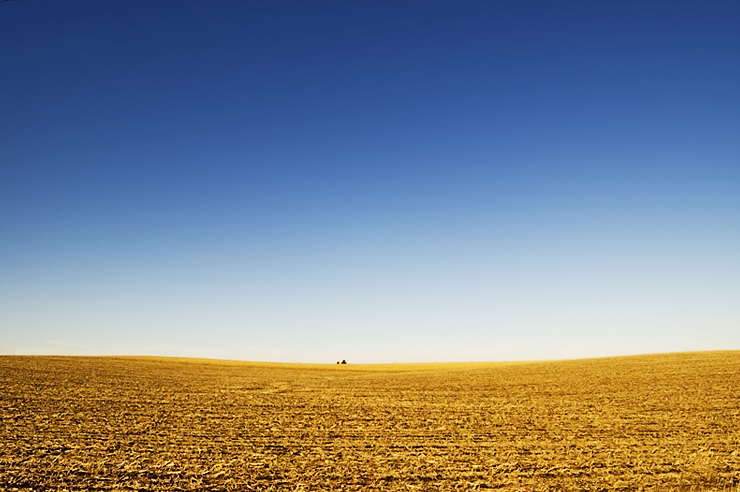
内布拉斯加林肯市远眺大平原

### 地貌
大平原外貌总体平整而缓缓向东倾斜。
位于西经97°～98°以东，地势较低的平原可称为内陆低平原，主要在海拔500米以下。其北部冰川广布、湖泊众多，南部由密西西比河下游冲积平原构成主体，较为低平。
位于内陆低平原和落基山之间的大平原，地势自西向东倾斜，由海拔1800米递降至500米。因受河流切割而形成一系列东西向的河谷地。冰川地貌分布广，地形略有起伏。南部地势较高，海拔1500～1800米，即主要位于西经100°以西的高地平原。

### 地质
其下覆基岩为海相及浅水相的沉积岩，主要由缓缓倾斜的页岩、石灰岩、砂岩等组成，厚度可达5千米。本区大部分表层为年轻的陆相沉积洪积物组成，在北部还被更新世的冰川物质不连续地覆盖，还有黄土沉积物出现。总的来说地质情况比较简单，地质运动表现不太强烈。

## 历史

### 远古时期
在白垩纪时期（ 1亿4500万年前-6500万年前），大平原被称为西部内陆海道的较浅内海所覆盖。在白垩纪晚期到古新世时，海洋开始消退并在原来的地域留下了厚厚的沉积物和一块相对平坦的地形。

### 欧洲人到达前
从历史上来看，大平原是美国野牛和美国原住民（黑脚族、克劳族、苏族、夏安族、阿拉帕霍族以及科曼奇族等）构成的大平原文化的地盘。大平原的东部是由住在土屋（Earth Lodge）内半固定村庄的部族所居住，包括阿里卡拉族、曼丹族、波尼族、威奇塔族等。

### 与欧洲人的联系
随着西班牙征服者弗朗西斯科·巴斯克斯·德·科羅納多的到来，欧洲人拥有了在1540至1542年的关于位于德克萨斯、堪萨斯和内布拉斯加的大平原的第一笔记录。同时期，西班牙人埃爾南多·德·索托从西北偏西方向穿越了今俄克拉荷马州和德克萨斯州的位置。西班牙认为大平原就是其神话中的基维拉和西沃拉，即一处盛产黄金的地方，所谓黄金城市。
在接下来的100年内，数千名的欧洲皮毛商人随着毛皮贸易来到了大平原，包括法国人、西班牙人、俄国人和年轻的美国人。随着1803年路易斯安那从法国购入和其后1804年的路易斯-克拉克探险队的活动，大平原变得更容易进入。其中一个主要的交易点是皮毛商人曼努埃尔·丽莎在内布拉斯加州密苏里河沿岸建立的丽莎堡（Fort Lisa）。这种早期的定居打开了向西扩展的大门，使得大草原上的定居开始发展起来。
早期的定居点包括：
- 曼努埃尔·丽莎堡贸易点（英语：Fort Lisa (Nebraska)）（1806年）
- 丰唐内尔定居点（英语：Fontenelle's Post）（1806年）
- 卡本尼定居点（英语：Cabanne's Trading Post）（1822年）

### 拓荒时期

在内布拉斯加中部依据宅地法的迁徙者，摄于1866年。

1870年代以来，由于美国工业化加速，机器设备的需求量过大，以及太平洋铁路的修建将大平原和东西部的工业地区相连接，导致本地的野牛被捕杀并最终接近灭绝（野牛的皮是当时生产机器牵引带和传动皮带的主要原料），而白人的迁徙则将印第安人迁至保留地（通过贿赂部落酋长或者用威逼利诱的手段从印第安部落手中购买土地）。大平原的大部分成为了所谓开放区域，并且托管了放养行动，使得任何人从理论上都可以免费牧养牛群。许多外国投资者（特别是英国人）在这个放牧的时代经营投资。在春秋季节，牛群会被围捕并出售，而小牛犊也会被烙印以便管理。放牧从德克萨斯开始并逐渐北移，德克萨斯的小牛会被运往北部铁路线上的城市，如堪萨斯的道奇城和内布拉斯加的奥加拉拉，从那里，有些牛犊会被装船东渡，这个过程形成了美国西部的牛仔文化。放牧过量加上1886年的寒冬最终导致了一场灾难，使得许多小牛被饿死或冻死。从那时起，牧民为了能够使牛犊安全过冬，普遍开始喂养而不是放牧。
依据1862年宅地法，定居者可以要求160英亩（65公顷）土地以保障，只要他在五年的期限内居住在此并耕耘。后来，1904年的金凯德法扩大化至包括农庄在内的所有区域，数十万人声称拥有这些农庄，甚至在草皮的远处建设房子。但其中的许多人对旱地耕作并不在行，所以经常失败。俄籍德裔人在乌克兰类似的土地情况下耕作过，所以他们比其他人更成功。1871年加拿大的自治领地法在该国起着同样的作用。

### 20世纪以来

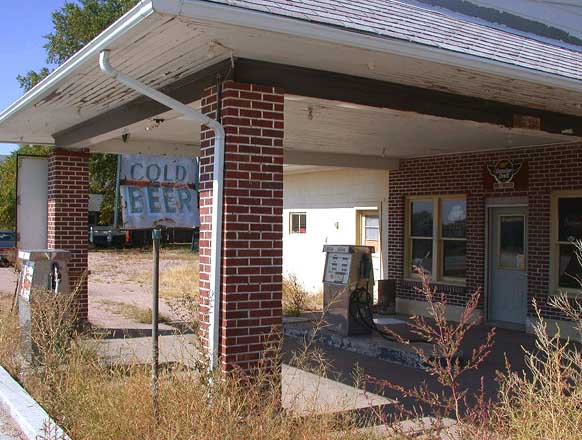
内布拉斯加北普雷特(North Platte)一处废弃的加油站

在1920年代至1930年代，以俄克拉荷马狭地为中心，包括科罗拉多东南、堪萨斯西南、德克萨斯狭地和新墨西哥东北部，这几个地方的沙尘暴举世闻名，被称为黑风暴，而这几个地区也被称为“沙碗”。干旱的效果上再有大萧条的雪上加霜，使得大平原上的众多农民背井离乡。
从1950年代起，大平原的许多地区广泛使用了灌溉，而已成为高产作物种植区。但是中枢灌溉这一技术在大平原干旱区的广泛应用，造成了一定程度的不良影响。在大平原南部的奥加拉拉蓄水层，是上一冰川时期遗留下的一个庞大的地下蓄水层，灌溉导致了蓄水层的耗竭速度已经超过了其地表恢复能力。
自1920年以来，大平原的农业地区已失去了1/3的人口。有数十万平方英里的地区人口密度低于6人每平方英里，而那曾是弗雷德里克·杰克逊·特纳在1893年宣布美国边疆带领地不再存在时的密度数据（美国的西部地区长期被称作边疆地带，因为这里人烟稀少而且缺少行政机构的管理，从而导致大量非法活动例如抢劫和拦路收保护费等行为）。甚至有些地区每平方英里人口少于2人，仅堪萨斯州就拥有6000余座“鬼城”（根据该州历史学家丹尼尔·菲茨杰拉德数据）。这一问题往往使得农场合并与难以吸引现代工业进驻的这些情况更为恶化。此外，较少的学龄人口使得某些社区内的学区被合并，甚至一些高中被迫关闭。这种持续的人口流失状况，导致某些人认为目前在大平原干旱区经营是不可持续的。并且存在一个“水牛提案”，该案提议大部分地区应恢复为野牛随意使用的天然草地。

## 生物
大平原的植被主要是草，在草原的边缘地带有部分稍大型植物，如丝兰、仙人果等，现在许多草被已辟为农田。大部分地区本是美国野牛的家，但它们在1800年代中后期被猎杀到濒临灭绝。

## 气候

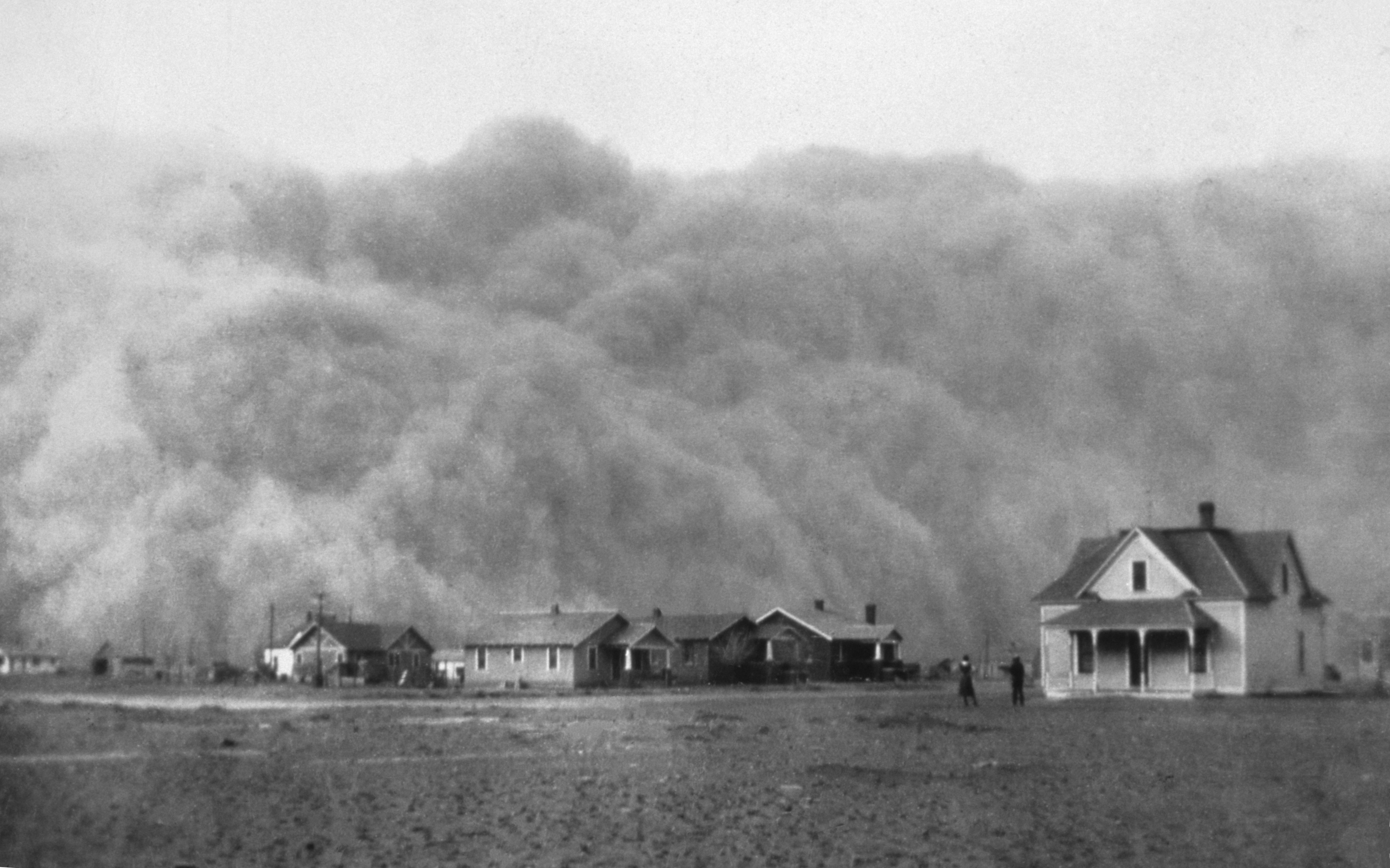
1935年德州斯特拉特福黑风暴来袭时

半干旱大陆性气候。草原整体冬冷夏热，常年少雨。冬季可能有暴雪，部分地区春夏季节因墨西哥湾气流西行可能会带来雨水或相反的带来干旱。西经100°线大致将大平原分为两部分，一部分每年降雨量大于等于500毫米，而另一地区每年降雨量则不到500毫米。所以高地平原实际上是半干旱的，基本是牧场或已是农场的边缘。这一地区会定期受到长时间干旱的危险，当强风来临时还会引起沙尘暴。草原的气候实际上可以使野生动物不受干扰，但人们却把大部分草原轻易地转化为农业目的或改为牧场了。

## 居民与经济
在1600年前大平原人口较为稀少，为美国原住民。大平原上的美国原住民多生活在一种名叫梯皮的圆形帐篷中，而梯皮也成为了原住民的象征物之一。19世纪中叶以来随着东部殖民者的拓荒，印第安人被驱赶到农业较为贫瘠的地区，所谓印第安保留地。在大平原的殖民过程中，欧洲人占绝大多数。
如今的大平原仍为主要的农业地区，生产小麦、棉花、高粱和干草，畜牧牛、绵羊。

### 能源

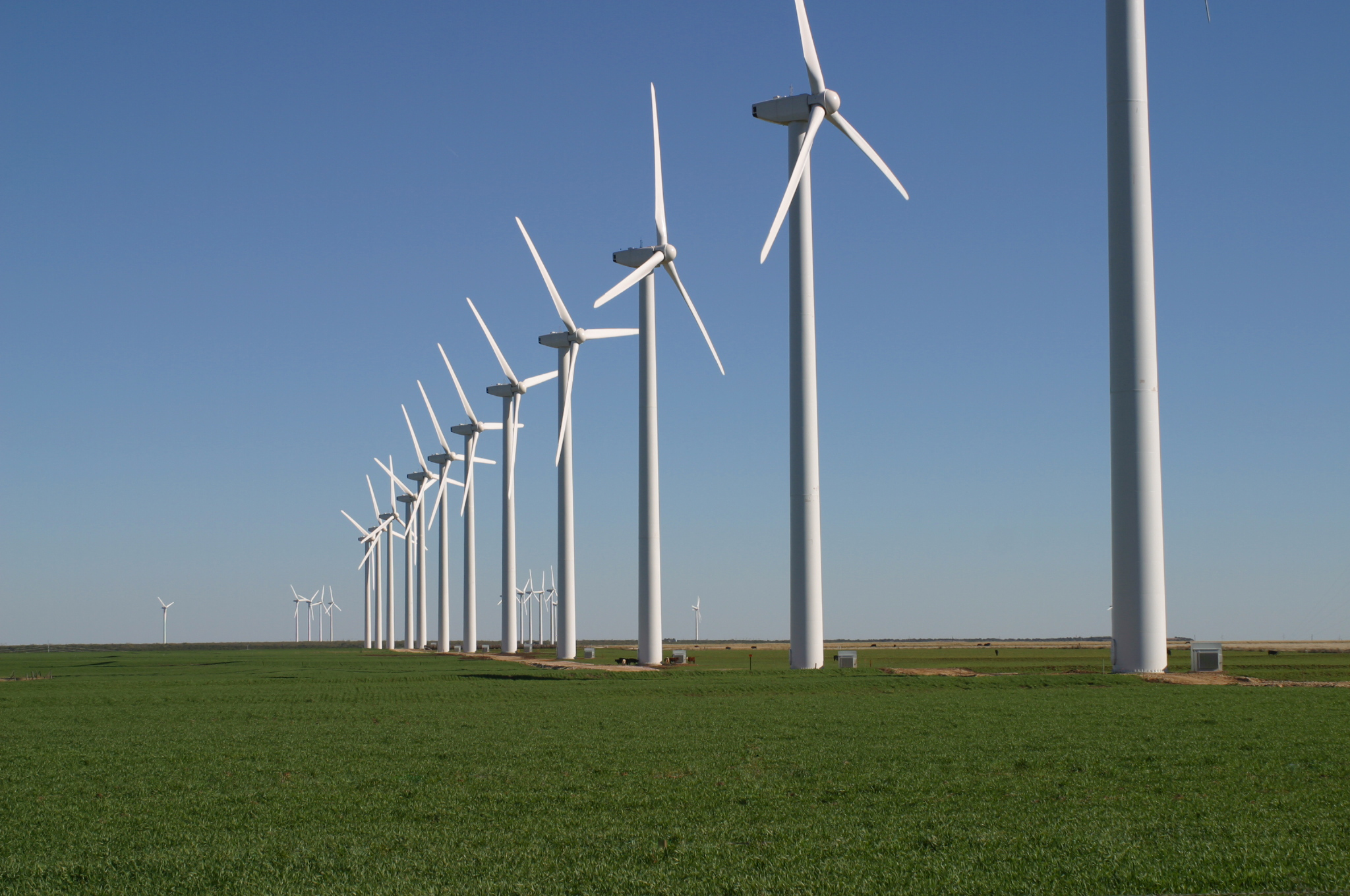
德州西部的风力发电站，2004

大平原大大促进了美国的风力发电。在2008年7月，一位名叫托·布恩·皮肯斯的转业石油工人向政府诉求投资一万亿来建设一个额定功率20万兆瓦的风力电站，使他自己作为皮肯斯计划的一部分。皮肯斯指出德克萨斯的斯威特沃特即为风力发电发展带动经济振兴的典型例子。斯威特沃特曾是一个典型的企业和人口在不断减少的大平原乡镇，直到风力发电机来到了诺兰县。风力发电给当地居民带来了就业机会，加上为建设涡轮机而向地主付出的“忠诚的”租金，也扭转了该镇的人口下降问题。皮肯斯声称同样的经济效益会在整个大平原上产生，即他所称的北美“风力走廊”。

## 相關
- 密西西比河
- 密西西比河三角洲

### 书目
- Paul Bonnifield,  The Dust Bowl: Men, Dirt, and Depression, University of New Mexico Press, Albuquerque, New Mexico, 1978, hardcover, ISBN 0-8263-0485-0.
- D. H. Fairchild and J. E. Klete, Woody Landscape Plants for the High Plains, Colorado State University, 1993, Technical Bulletin LTB93-1 (Contact CSU to buy this).
- Merrill Gilfillan, Chokecherry Places, Essays from the High Plains, Johnson Press, Boulder, Colorado, trade paperback, ISBN 1-55566-227-7.

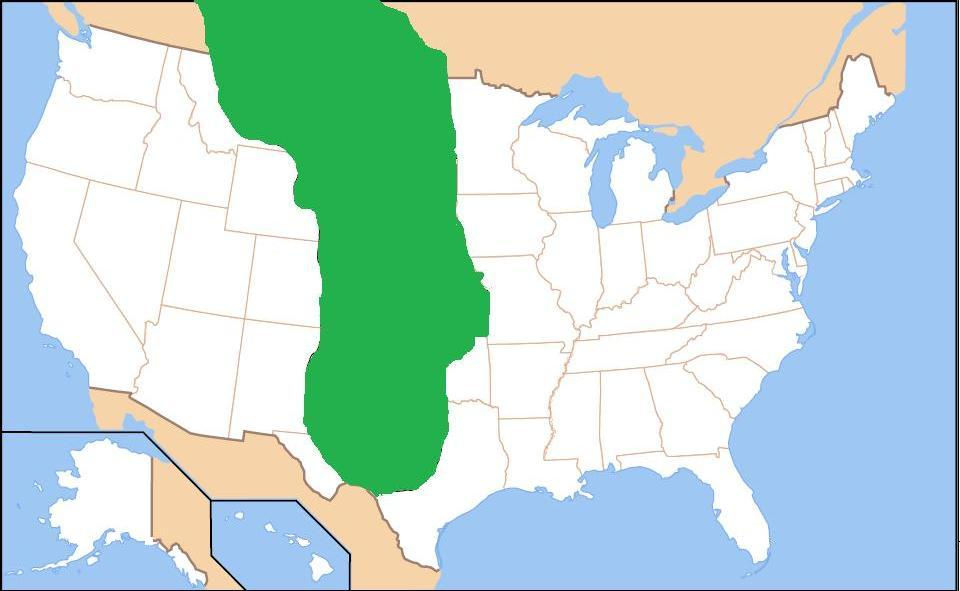
内布拉斯加-林肯大学大平原研究中心定义的北美大平原，與上圖略有差異。

- Michael Johnston Grant, Down and Out on the Family Farm: Rural Rehabilitation in the Great Plains, 1929-1945, University of Nebraska Press, 2002, ISBN 0-8032-7105-0
- Harold Hamil, Colorado Without Mountains, A High Plains Memoir, The Lowell Press, Kansas City, Missouri, 1976, Hardback, 284 pages, ISBN 0-913504-33-5.
- Kent Haruf, The Tie That Binds (1984), a novel about farming by Vintage Books 2000, paperback, ISBN 0-375-72438-9.
- R. Douglas Hurt. The Great Plains during World War II. University of Nebraska Press. 2008. Pp. xiii, 507.
- Neal R. Peirce. The Great Plains States of America: People, Politics, and Power in the Nine Great Plains States (Mar 1973)
- Wallace Stegner, Wolf Willow, A history, a story, and a memory of the last plains frontier, Viking Compass Book, New York, 1966, trade paperback, ISBN 0-670-00197-X
- David J. Wishart, ed. Encyclopedia of the Great Plains, University of Nebraska Press, 2004, ISBN 0-8032-4787-7.

### 脚注
1. ↑  . 新潮地理工作室. 2009-02-14  [2009-08-21].
2. ↑  . 中国天气网.   [2009-08-21]. （原始内容存档于2009-06-15）.
3. ↑  . Star Tribune. 2008-07-25  [2008-08-24]. （原始内容存档于2008-07-27）.
4. ↑  Fahey, Anna. . Sightline Daily. 2008-07-09  [2008-08-24]. （原始内容存档于2008-08-28）.
5. ↑  . Wind Today Magazine. 2008-05-16  [2008-08-24]. （原始内容存档于2008-10-01）.
6. ↑  Block, Ben. . 2008-07-24  [2008-11-05]. （原始内容存档于2009-01-09）.